# Трахсель, Колин
Колин Трахсель (нем. Colin Trachsel; 28 сентября 1997 года, Швейцария) — швейцарский футболист, играющий на позиции защитника. Ныне выступает за швейцарский клуб «Штеффисбург».

## Клубная карьера
Колин является воспитанником швейцарской школы «Штеффисбурга». Ещё в юношеском возрасте перешёл в академию «Туна», откуда и выпустился в 2016 году.
6 декабря 2015 года Трахсель дебютировал в швейцарском чемпионате в поединке против «Базеля», выйдя в стартовом составе и проведя на поле весь матч. Всего в дебютном сезоне принял участие в двух встречах. 5 февраля 2016 года был официально переведён в главную команду.